# Більше, ніж друг
«Більше, ніж друг», в оригіналі Заміна (англ. The Switch) — американський романтичний комедійний фільм 2010 р. режисерів Джоша Гордона і Вілла Спека. У фільмі знімалися: Дженніфер Еністон, Джейсон Бейтман, Томас Робінсон, Патрік Вілсон, Джульєтт Льюїс і Джефф Голдблюм.
«Більше, ніж друг» знятий за мотивами розповіді лауреата Пулітцеровської премії Джеффрі Євгенідіса, автора романів «Діви-самогубці» і «Середня стать». Вперше розповідь з'явилась в журналі «Нью-йоркер» і привернула увагу сценариста Аллана Лоеба («Двадцять одне», «Те, що ми втратили»), який, в кінцевому результаті, і написав до нього сценарій

## Сюжет
Параноїк-ріелтор Воллі (Джейсон Бейтман) і красуня Кессі (Дженніфер Еністон) були найкращими друзями, поки Кессі не зважилася на…штучне запліднення від перевіреного і психічно здорового одруженого красеня Роланда (Патрік Вілсон).
Наступного дня після вечірки на честь майбутньої дитини подружки, Воллі з похмілля не пам'ятає, як завжди, нічого про події минулої ночі, а Кессі – покине Мангеттен без прощання.
Через сім років Кессі повернеться – не одна, а з 6-річним сином, таким же параноїком та іпохондриком як її найкращий друг, і події тієї ночі спливуть в пам'яті Воллі.

## В ролях
- Дженніфер Еністон — Кессі Ларсон
- Джейсон Бейтман — Воллі Марс
- Патрік Вілсон — Роланд Нільсон
- Джульєтт Льюїс — Деббі Епштейн
- Джефф Голдблюм — Леонард
- Каролін Даверна — Поліна

## Виробництво
Зйомки проходили в Нью-Йорку весною 2009 року. Оригінальна назва фільму «The Baster» була змінена на «The Switch»
Фільм об'єднав Джульєтт Льюїс і Дженніфер Еністон, які були у відносинах з Бредом Піттом.

## Цікаві факти
- Дженніфер Еністон є одним з продюсерів фільму
- Дітям до 13 років перегляд фільму не бажаний
- Слоган фільму — «Менше, ніж коханець»
- Дженніфер Еністон отримала за роботу у фільмі гонорар в $ 8 мільйонів
- Дженніфер Еністон і Джейсон Бейтман раніше грали вже у фільмі «Розлучення по-американськи»
- Джефф Голдблюм зіграв в епізоді серіалу «Друзі», в якому грала Дженніфер Еністон